# Plískavice kapská
Plískavice kapská (Cephalorhynchus heavisidii) je druh malého kytovce z čeledi delfínovití, který se vyskytuje v mělkých pobřežních vodách podél západního pobřeží jižní Afriky. Oproti ostatním druhům z rodu Cephalorhynchus se vyznačuje trojúhelníkovou hřbetní ploutví. 

## Systematika
Druh vědecky popsal John Edward Gray v roce 1828 ve svém díle Spicilegia Zoologica. Gray nově popsaného tvora pojmenoval po domnělém poskytovali lebky, kterým byl námořní lékař John Heaviside (zemřel roku 1828). Později se nicméně ukázalo, že tato lebka pocházela od kapitánova Havisida, zaměstnanci Britské Východoindické společnosti, který lebku společně s kůží dovezl z jižní Afriky do Anglie v roce 1827. Druhové jméno heavisidii nicméně tomuto kytovci již zůstalo. K dalším českým názvům patří delfín kapský.

## Areál rozšíření a populace
Areál výskytu zahrnuje šelfové vody při západním pobřežní jižní Afriky. Konkrétně se jedná o pobřežní vody západní Jihoafrické republiky, Namibie a jižní Angoly. Severní hranici výskytu tvoří cca 17. rovnoběžka jižní šířky. Běžně se vyskytuje kolem Kapského města. Nejčastěji obývá vody do hloubky 180 m a do vzdálenosti několika kilometrů od břehu. Celková velikost populace je neznámá, bude se patrně jednat o tisíce jedinců.

## Popis

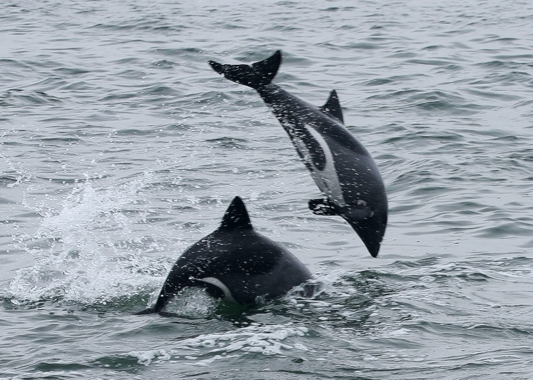
Plískavice kapská pří výskoku z vody; na boku je patrné jedno ze třech bílých ramen výrazného pruhu na břiše

Tento malý delfínovitý kytovec dosahuje délky těla pouze kolem 1,8 metru a váhy v rozmezí 60–75 kg. Novorozeňata váží jen 8–10 kg. Vzhledově se jedná o typického zástupce rodu Cephalorhynchus – baculaté tělo s krátkým tupým zobákem a oválnými ploutvemi je pokryto vzory tmavé, šedé a bílé barvy. Hřbetní ploutev je trojúhelníková, což je v rámci rodu Cephalorhynchus jedinečné. Od výdechového otvoru ke hřbetní ploutvi se táhne tmavě šedý úzký proužek, který se před hřbetní ploutví rozšiřuje dolů k boční straně těla a táhne se dále přes hřbet až na ocas. Stejně tmavá barva tvoří i kulaté skvrny kolem očí. Na břišní straně pod prsními ploutvemi začíná bílá podlouhlá skvrna, která se u břicha rozděluje do třech ramen (prostřední se táhne k řitnímu otvoru, dvě vystupují na boky). Těsně za prsními ploutvemi v oblasti podpaždí se nachází na každé straně jedna bílá skvrna, a podobně i na hrudi mezi prsními ploutvemi je bílá skvrna. Zbytek těla (hlava, boky) je světle šedý. Byli pozorováni i převážně bílí jedinci, u nichž nebyl vyloučen albinismus. Horní i spodní čelist ukrývá každá 44–56 zubů.

## Biologie

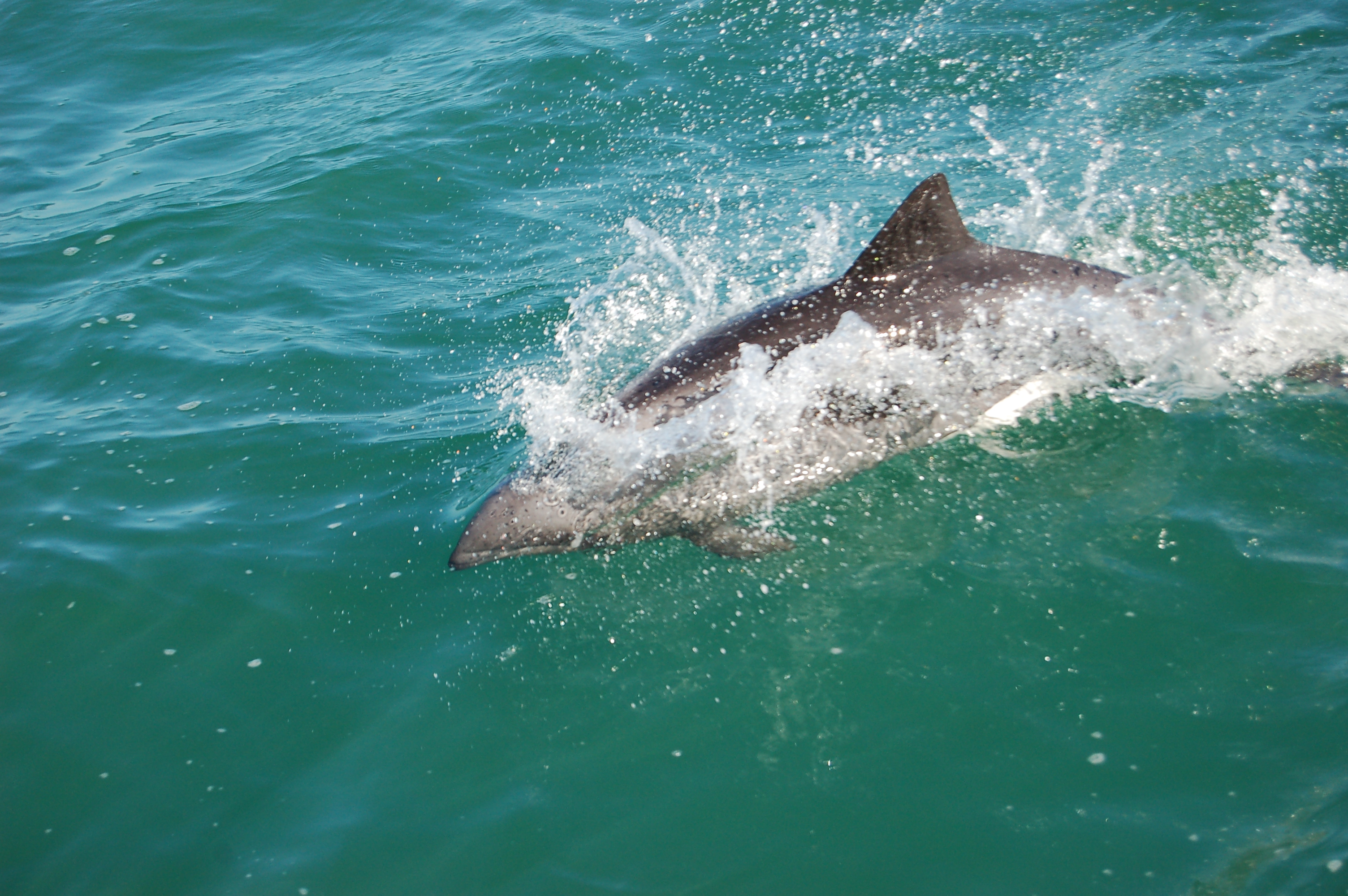
Plískavice kapská v namibijských vodách s dobře patrnou hřbetní ploutví troúhelníkového tvaru

Tento energetický, velmi živý kytovec si velmi rád hraje a nezřídka jej lze spatřit, jak surfuje a skáče ve vlnách. Často předvádí i salta vysoko nad hladinou. Může vyskočit až 2 m do vzduchu a při dopadu břichem o vodní hladinu vydává hlasitá plesknutí. Pohybuje se v malých skupinkách o 2–3 jedincích, někdy až do 10 jedinců. Tyto menší skupinky se občas mohou sdružovat do větších uskupení o stovce plískavic kapských. K rozmnožování dochází celoročně, avšak nejčastěji vrhy nastávají v létě mezi říjnem a lednem. Samice většinou zabřezne jen jednou za 2–4 roky, někdy každý rok. Doba gestace trvá 10–11 měsíců. Samice dosahuje pohlavní dospělosti ve věku 5–9 let, samci 6–9 let. Může se dožít alespoň 26 let.
Hlavním zdroje potravy plískavice kapské jsou nedospělí štikozubci z rodu Merluccius. K dalším požíraným druhům patří hruj kapská (Genypterus capensis), hlaváčovitá ryba Sufflogobius bibarbatus nebo kranas kapský (Trachurus capensis). K predátorům se řadí kosatka dravá (která se v oblasti nicméně příliš nevyskytuje) a žraloci.

## Ohrožení
Mezinárodní svaz ochrany přírody druh hodnotí jako téměř ohrožený i přesto, že populační trend je neznámý. Důvodem je hlavně neznámo velká populace, u níž nelze vyloučit početnost pod 10 000 jedinců, a skutečnost, že druh patrně negativně ovlivňují interakce s rybáři a jejich náčiním. V minulosti byl zaznamenán i přímý lov místními obyvateli pomocí harpun a zbraní. I když k takovým událostem může docházet i nadále, má se za to, že přímý odlov celkovou populaci neohrožuje.